# Routeburn Track
Der Routeburn Track ist ein Wanderweg zwischen dem Mount Aspiring- und dem Fiordland-Nationalpark im Südwesten der neuseeländischen Südinsel. Der 32 km lange, zwischen höchstem und tiefstem Punkt knapp 800 Höhenmeter überbrückende und sowohl durch Regenwald wie auch hochalpines Gelände führende Weg zählt mit jährlich bis zu 13.000 Wanderern zu den beliebtesten Wanderwegen Neuseelands und ist vom Department of Conservation als Great Walk klassifiziert worden.

## Geschichte
Der Routeburn Track wurde wahrscheinlich erstmals um 1500 von den Māori auf der Suche nach dem für sie wertvollen pounamu  genutzt. Obwohl im Routeburn-Fluss selbst wenig Jade gefunden werden konnte, wurde ab dieser Zeit der heutige Routeburn Track vermutlich regelmäßig und für die dünn besiedelte Südinsel häufig als Verbindungsstrecke zwischen den Fundstellen im Dart-Tal und am Arahura-Fluss an der Westküste benutzt.
Die ersten Europäer auf dieser Strecke waren am 9. Juni 1861 David McKellar und George Gunn, die auf der Suche nach Weideland von Westen kommend den Gipfel des Key Summit bestiegen. Nach und nach wurde die gesamte Strecke von europäischen Landvermessern, Goldschürfern und Entdeckern erschlossen. Nach den Goldfunden am Lake Wakatipu wurde sogar überlegt, die Strecke auszubauen, um Queenstown an einen Hafen anzubinden. 1870 begannen Bauarbeiten zu einem Pferdeweg, doch bereits vier Jahre später wurden diese wieder eingestellt, da die als Hafen gedachte Martins-Bucht zu isoliert lag.
Jedoch begann bereits um 1880 die touristische Erschließung der Strecke. Zunächst wurden Besucher per Pferd von Kinloch (in der Nähe des heutigen Glenorchy) zur Routeburn-Flats-Hütte gebracht und konnten dann zu Fuß bis zum Harris-Bergsattel aufsteigen. Anfang des 20. Jahrhunderts wurde dann unter Federführung des neu gegründeten New Zealand Government Department of Tourism der Ausbau der Strecke weiter vorangetrieben und Übernachtungshütten in der Routeburn-Ebene und am Howden-See gebaut. Allerdings gab es noch keine direkte Verbindung vom Harris-Sattel zum Howden-See, stattdessen musste ein mühseliger Umweg durch das Hollyford-Tal gelaufen werden. Erst 1912 wurde eine direkte Verbindung zum Fuß des Key Summit begehbar gemacht, jedoch wurden die Arbeiten im Zuge des Ersten Weltkriegs unterbrochen und erst 1930 abgeschlossen. Danach nahm die Popularität des Routeburn Tracks stetig zu; neue und modernere Hütten wurden errichtet, seit 1968 gibt es geführte Touren. Heute muss die Übernachtung, sowohl in den Hütten als auch im eigenen Zelt, gebucht werden und angesichts des ununterbrochen starken Besucherandrangs sollte dies möglichst frühzeitig geschehen.

## Natur
Die Strecke folgt grob dem Verlauf einer größeren Erdfalte, sodass sowohl sedimentäres als auch metamorphes Gestein zu sehen ist. Während der letzten Eiszeit war das Gebiet vom Hollyfordgletscher überdeckt und wurde durch diesen geformt.
Die sonst so typischen Farne und Baumfarne sowie von Flechten und Moosen überwachsene Bäume findet man entlang des Routeburn Tracks nur an den Start- und Endpunkten. Stattdessen ist die Landschaft mit Südbuchenwäldern bedeckt. Im Routeburn-Tal selbst findet man vornehmlich die Rote Scheinbuche (Nothofagus fusca, red beech), insbesondere an den frostfreien Südhängen. In höher gelegenen Gebieten dominiert dann die Berg-Südbuche (Nothofagus cliffortioides, mountain beech), während man an den raueren Nordhängen die neuseeländische Silberbuche (Nothofagus menziesii, silver beech) vorfindet.
Oftmals finden die Bäume auf dem kahlen Grund aber nicht genug Halt und so kommt es immer wieder zu Gerölllawinen, die eine Spur der Verwüstung hinter sich herziehen. Entlang dieser Schneisen siedeln sich Malvengewächse (Plagianthus; englisch: ribbonwood) an, die zu den wenigen sommergrünen neuseeländischen Bäumen gehören. Diese Besiedlung bildet wiederum die Grundlage für das erneute Heranwachsen von Buchen. Oberhalb der Baumgrenze findet man Gräser (Chionochloa flavescens), Kräuter und Blumen wie die Butterblume (Ranunculus lyallii), das Gänseblümchen (Bellis perennis) und den Bergfingerhut (Ourisia macrocarpa). An den Bergseen findet man außerdem Sonnentau (Drosera), Wasserschläuche (Utricularia nova-zealandiae), Orchideen und Moor-Spirken (Pinus rotundata).
Beliebtestes Beobachtungsobjekt in der Tierwelt ist wohl der Kea (Nestor notabilis), ein Exemplar ist sogar regelmäßiger Gast an der Routeburn-Falls-Hütte. Daneben gibt es aber noch zahlreiche andere Vögel wie Grenadier (Acanthisitta chloris), Makomako (Anthornis melanura), Springsittich (Cyanoramphus auriceps), Gelbköpfchen (Mohoua ochrocephala), Langbeinschnäpper (Petroica australis), Maorischnäpper (Petroica macrocephala), Graufächerschwanz (Rhipidura fuliginosa) und Ringeltaube (Columba palumbus). In den Abendstunden kann man auch einheimische Fledermäuse und Neuseeland-Kuckuckskäuze (Ninox novaeseelandiae) hören. Im Tal leben außerdem noch die seltene Saumschnabelente (Hymenolaimus malacorhynchos) und die Paradiesgans (Tadorna variegata). Weiterhin findet man oberhalb der Baumgrenze Felsenstummelschwanz (Xenicus gilviventris) und Maorifalken (Falco novaeseelandiae).
Weißwedelhirsch (Odocoileus virginianus) und Rotwild gehören zu den eingeführten Tierarten, ebenso wie die leider auch hier vorhandenen Fuchskusus, Ratten und Wiesel.

## Streckenbeschreibung
Die hier beschriebene Streckenführung führt vom Routeburn Shelter zu The Divide, doch man kann die Strecke natürlich auch in umgekehrter Richtung laufen.
Der Routeburn Track ist kein Rundweg, mit dem Auto liegen mehr als 350 km teilweise nicht asphaltierter Straße zwischen diesen beiden Endpunkten. Man kann ihn aber in Verbindung mit dem Caples oder Greenstone Track als Rundweg laufen.
Ausgangspunkt ist meist Glenorchy, 48 km nördlich von Queenstown gelegen, oder Queenstown selbst. Nochmals 25 km nordwestlich von Glenorchy befindet sich der Routeburn Shelter, ein kleiner Unterstand mit Toilette, der der eigentliche Startpunkt der Wanderung ist.

### Vom Routeburn Shelter zur Routeburn-Flats-Hütte
Der Weg führt zunächst über eine Hängebrücke, die den Routeburn-Fluss überquert, dann folgt ein eher gemächliches Stück durch Buchenwald bis zur Routeburn-Ebene. Auf dem Weg dorthin werden sowohl der Sugarloaf-Bach als auch der Bridal-Veil-Bach auf Holzbrücken überquert (am letzteren befindet sich ein kleiner Wasserfall). Die Routeburn-Ebene selbst ist unbewaldet, der Routeburn-Fluss mäandert dort durch eine Graslandschaft. In der Routeburn-Ebene steht auch mit der Routeburn-Flats-Hütte und dem benachbarten Zeltplatz die erste Übernachtungsmöglichkeit zur Verfügung. Ein etwa vier- bis fünfstündiger Seitenabstecher entlang des nördlichen Seitenarms des Routeburn-Flusses ist möglich, auf diesem bietet sich bei gutem Wetter ein guter Ausblick zu den Gipfeln des Mount Somnus, North Col und Mount Nereu. Die Route ist markiert, es sind jedoch keine Brücken vorhanden.

### Von der Routeburn-Flats-Hütte zur Routeburn-Falls-Hütte

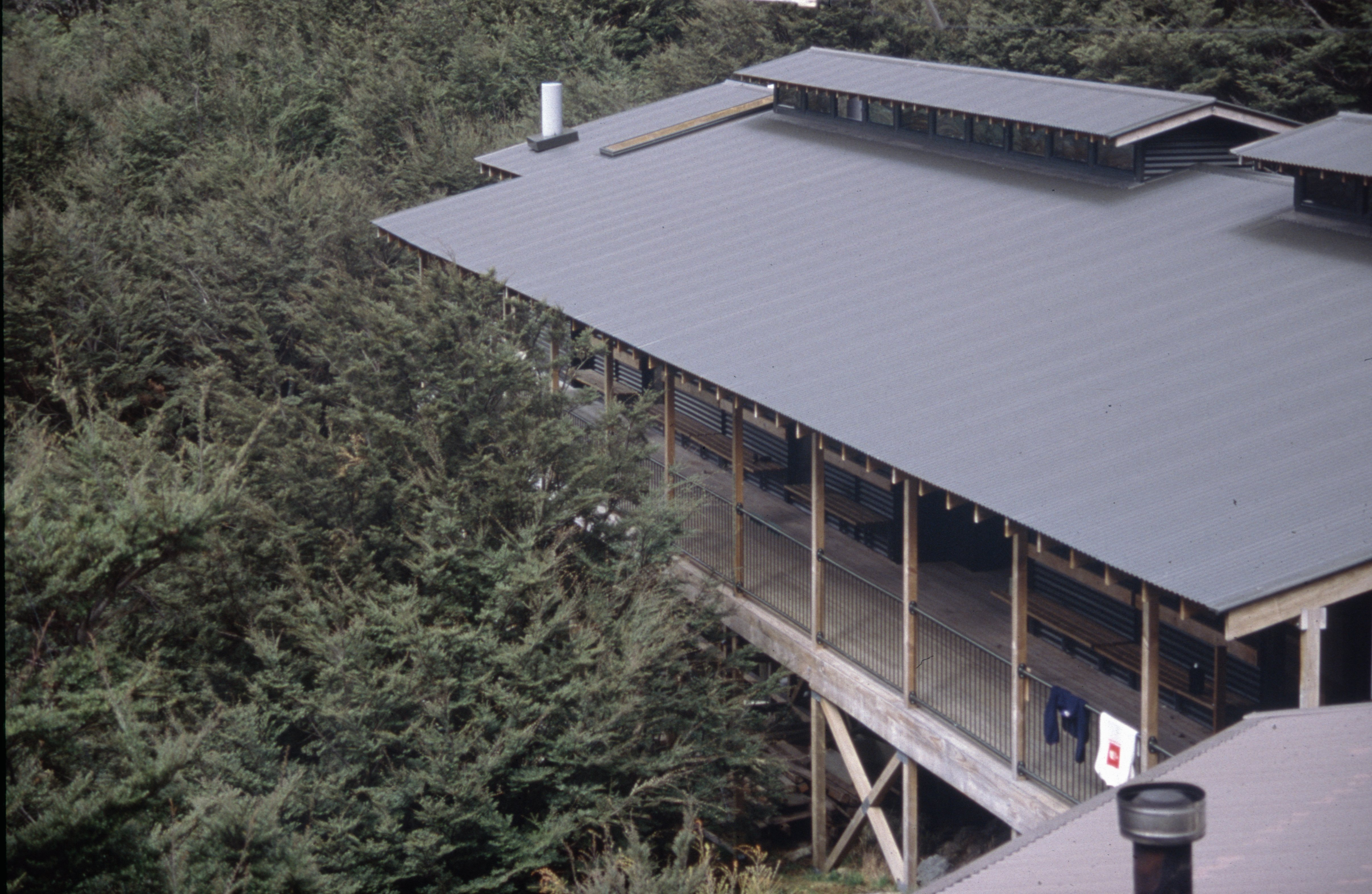
Routeburn-Falls-Hütte

In der Routeburn-Ebene beginnt der wohl anstrengendste Teil der Wanderung, der 2,3 km lange Anstieg zu dem ungefähr 400 m höher gelegenen Routeburn-Wasserfall. Der Weg führt weiterhin durch dichten Buchenwald, ein Ausblick ins Tal ist nur an einer durch eine in jüngerer Zeit ausgelöste Gerölllawine entstandenen Schneise möglich. Allerdings ist gerade an dieser Stelle Vorsicht geboten, da sich noch immer Gesteinsbrocken aus dem Fels lösen können. Zwei Rinnsale werden auf diesem Streckenabschnitt überquert, wobei die Holzbrücke über den Emily Creek ungefähr die Mitte der Strecke markiert.
Direkt am Routeburn-Wasserfall befindet sich dann mit der sehr modernen Routeburn-Falls-Hütte die zweite Unterkunft. Die Hütte liegt genau auf Höhe der Baumgrenze, so dass ein Ausblick ins Tal direkt vom Balkon aus möglich ist. Wenige Meter höher befindet sich ebenfalls eine private Hütte, die von den geführten Touren genutzt wird.

### Von der Routeburn-Falls-Hütte zur Mackenzie-Hütte

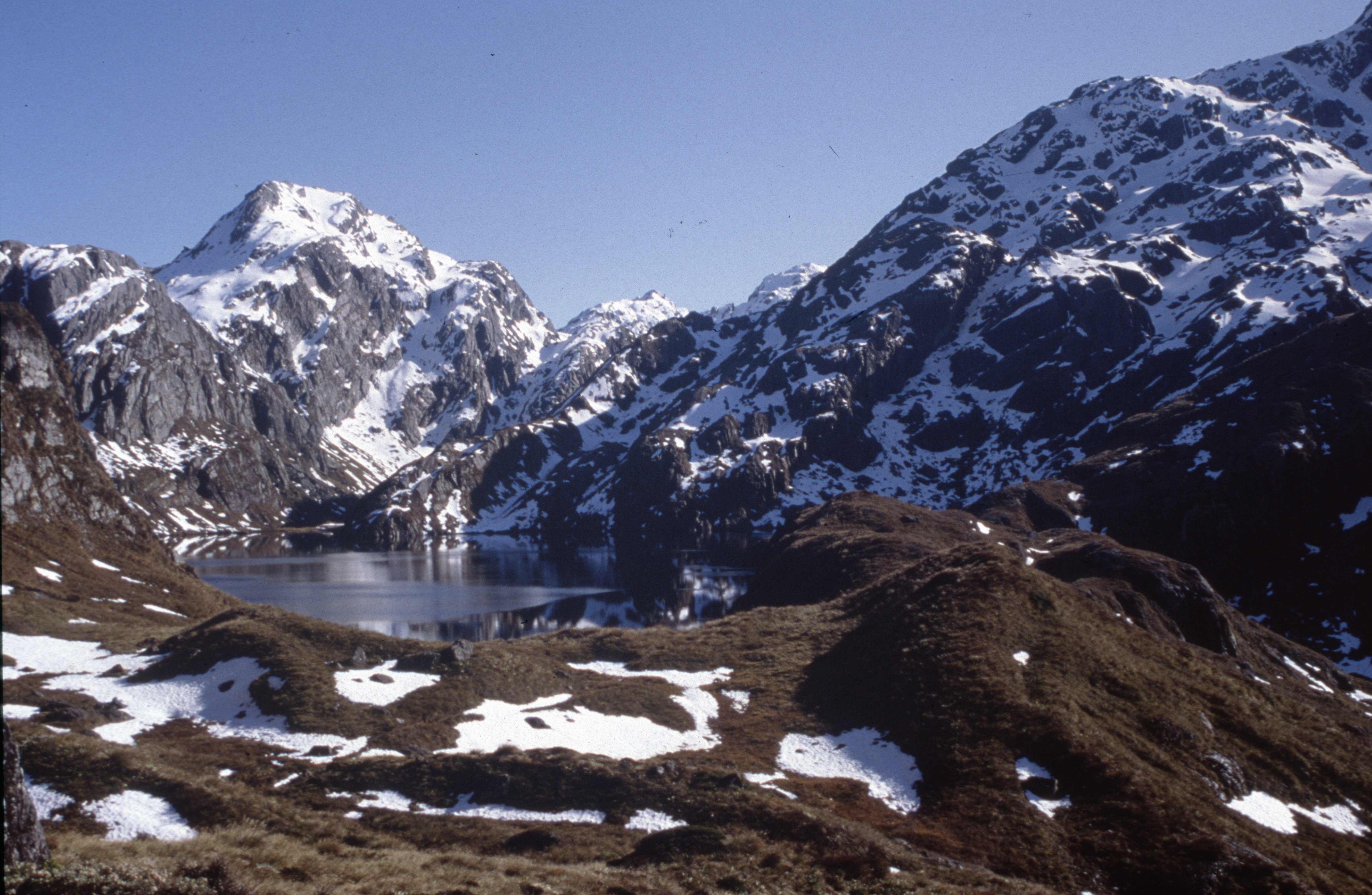
Harris-See

Vom Routeburn-Wasserfall, der zwar keine sonderlich große Fallhöhe besitzt, aber eine große Wassermenge mit hoher Fließgeschwindigkeit führt, beginnt der Anstieg zum Harris-Sattel, Teil des mit 11,3 km längsten und von vielen als schönsten empfundenen Streckenabschnitts. Kurz hinter dem Wasserfall ist erneut ein Seitenabstecher möglich, an dessen Ende man wiederum einen – diesmal weiteren – Ausblick in das Tal der Routeburn-Ebene hat. Der Wanderweg nähert sich jetzt dem Harris-See, aus dem sich der Routeburn-Fluss speist. Die hier wachsenden Moose bilden ein fragiles Ökosystem, das stellenweise durch Plankenwege geschützt ist.
Der Weg führt weiter zum Harris-Sattel hinauf, das Gelände wird jetzt langsam unwegsamer, bietet aber noch mal im Rückblick einen guten Ausblick auf den Harris-See und die umliegenden Berge. Bei Überquerung des Sattels selbst fällt sofort die andersartige Umgebung auf, nicht zuletzt durch die jetzt kahlen und schneebedeckten statt baumbewachsenen umliegenden Berge. Auf Höhe des Sattels (Tarahaka Whakatipu in der Sprache der Māori) gibt es mit dem Harris Saddle Shelter dann einen kleinen Unterstand mit Toilette, eine Übernachtung ist hier jedoch nicht erlaubt. Kurz nach diesem Unterstand bietet sich dann erstmals der Blick in das Hollyford-Tal, dieses ist aber noch besser vom Conical Hill aus zu betrachten, zu dem ein ca. ein- bis zweistündiger Abstecher führt. Außer dem Harris-See sind von dort an guten Tagen auch der McKerrow-See, die Martins-Bucht und teilweise sogar die Tasman-See zu sehen.
Bald danach zweigt vom Hauptweg der als Route klassifizierte Abstieg „Deadman Track“ in das Hollyford-Valley ab.
Der Hauptweg führt jetzt wieder in tiefere Gefilde, fällt jedoch nicht so steil ab wie der Anstieg, gegen Ende schlängelt er sich dann serpentinenartig, bis er schließlich wieder die Baumgrenze erreicht und kurz darauf auch die Mackenzie-Hütte mit angrenzendem Zeltplatz. Die Mackenzie-Hütte liegt direkt am gleichnamigen See, der sich in einem durch Gletscherfluss geformten Tal ausbreitet. Hier ist ein weiterer kleiner Seitenabstecher zum Hole in the rock (einem gespaltenen Felsen) am Ende des Sees möglich.

### Von der Mackenzie-Hütte nach The Divide (über die Howden-Hütte)

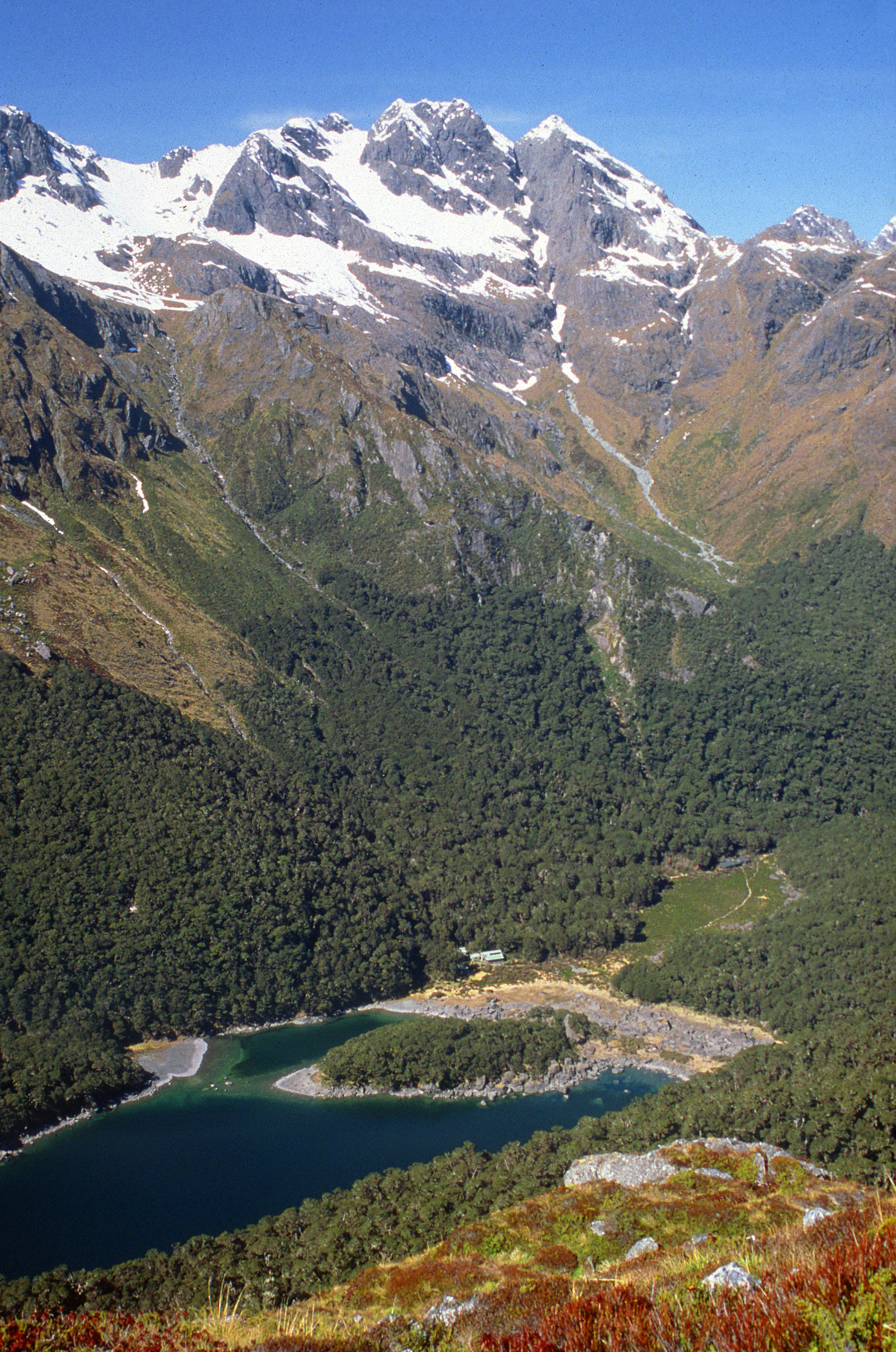
Mackenzie-Hütte am gleichnamigen See

Von der Mackenzie-Hütte führt der Weg weiter sanft ins Tal; beeindruckendste Erscheinung auf dem Weg sind die 174 m hohen Earland Falls. Der Routeburn Track führt fast direkt unter diesem hindurch, es gibt allerdings auch einen kleinen überbrückten Umweg für den Fall, dass der Fluss zu viel Wasser führt und so unpassierbar wird. Am Ende des Streckenabschnitts wartet ein weiterer Bergsee, der Howden-See. Dort befindet sich mit der Howden-Hütte auch die letzte Übernachtungsmöglichkeit. Sollte man den Routeburn Track als Teil eines Rundwegs laufen wollen, besteht hier die Möglichkeit, auf den Caples oder Greenstone Track überzuwechseln.
Das Gelände steigt nun zunächst wieder leicht an. Wenige Meter hinter der Hütte besteht noch einmal die Möglichkeit zu einem ca. einstündigen Seitenabstecher auf den 919 m hohen, wieder über der Baumgrenze liegenden Key Summit. Dieser ist zum einen Wasserscheide und weist mit einem Hochmoor ein interessantes Ökosystem auf, zum anderen hat man von hier aus einen hervorragenden Ausblick in das Hollyford-, Eglinton- und Greenstone-Tal, zum Humboldt- und Darren-Gebirge sowie auf den Marian-See. Ab der Weggabelung zum Key Summit fällt der Weg wieder etwas steiler ab, bis schließlich The Divide erreicht wird, der niedrigste Pass in Ost-West-Richtung innerhalb der neuseeländischen Alpen. Der hier befindliche diesmal etwas größere Unterstand mit Toilette gilt allgemein als Endpunkt des Routeburn Tracks. Nächstgelegener Ort ist das 85 km entfernte Te Anau. Es bietet sich aber auch ein Abstecher zum etwa 20 km entfernten Milford Sound/Piopiotahi entlang des Hollyford River/Whakatipu Kā Tuka und des Cleddau River an.
Der Routeburn Track wird meistens als Drei-Tageswanderung veranschlagt, für trainierte Wanderer ist er durchaus auch in zwei Tagen zu schaffen. Es lohnt sich allerdings, für den mittleren Streckenabschnitt einen Tag zu veranschlagen, um die Eindrücke ohne Zeitdruck genießen zu können.

## Übersicht über die Strecke
Streckenabschnitt mit Länge, Höhenunterschied zwischen den Endpunkten und vom Department of Conservation veranschlagten Wanderzeiten. Während der off-peak season kann der Zeitbedarf wesentlich höher sein; wobei mehrere Todesfälle die Gefahren der Tour belegen.
| Startort              | Zielort               | Länge      | Höhenmeter                       | Dauer               |
| --------------------- | --------------------- | ---------- | -------------------------------- | ------------------- |
| Routeburn Shelter     | Routeburn-Flats-Hütte | 7,5 km     | ca. 200 m                        | 1,5 bis 2,5 Stunden |
| Routeburn-Flats-Hütte | Routeburn-Falls-Hütte | 2,3 km     | ca. 400 m                        | 1 bis 1,5 Stunden   |
| Routeburn-Falls-Hütte | Harris Saddle Shelter | ca. 3,1 km | ca. 200 m                        | 1,5 bis 2 Stunden   |
| Harris Saddle Shelter | Mackenzie-Hütte       | ca. 8,2 km | ca. 400 m                        | 3 bis 4 Stunden     |
| Mackenzie-Hütte       | Howden-Hütte          | 8,6 km     | ca. 250 m                        | 3 bis 4 Stunden     |
| Howden-Hütte          | The Divide            | 3,4 km     | ca. 150 m                        | 1 bis 1,5 Stunden   |
| Routeburn Shelter     | The Divide            | 33,1 km    | Ostseite: 797 m Westseite: 723 m | 11 bis 15,5 Stunden |